# Sauveterre (Hautes-Pyrénées)
Pour les articles homonymes, voir Sauveterre.
Sauveterre est une commune française située dans le nord du département des Hautes-Pyrénées, en région Occitanie.
Sur le plan historique et culturel, la commune est dans le pays de Rivière-Basse, qui s’allonge dans la moyenne vallée de l’Adour, à l’endroit où le fleuve marque un coude pour s’orienter vers l’Aquitaine. Exposée à un climat océanique altéré, elle est drainée par le canal d'Alaric, l'Estéous, le Larté et par un autre cours d'eau.
Sauveterre est une commune rurale qui compte 159 habitants en 2022, après avoir connu un pic de population de 504 habitants en 1841. Elle fait partie de l'aire d'attraction de Tarbes..
Ses habitants sont appelés les Sauveterrois.

## Géographie

### Localisation
La commune de Sauveterre se trouve dans le département des Hautes-Pyrénées, en région Occitanie.
Elle se situe à 27 km à vol d'oiseau de Tarbes, préfecture du département, et à 6 km de Maubourguet, bureau centralisateur du canton du Val d'Adour-Rustan-Madiranais dont dépend la commune depuis 2015 pour les élections départementales.
La commune fait en outre partie du bassin de vie de Maubourguet.
Sur le plan historique et culturel, Sauveterre fait partie du pays de Rivière-Basse, qui s’allonge dans la moyenne vallée de l’Adour, à l’endroit où le fleuve marque un coude pour s’orienter vers l’Aquitaine.

#### Communes limitrophes et les plus proches
Les communes les plus proches sont : 
Monfaucon (2,6 km), Auriébat (2,7 km), Saint-Justin (3,7 km), Lafitole (4,1 km), Buzon (4,4 km), Ansost (4,6 km), Barbachen (4,8 km), Sembouès (4,9 km).
Les communes limitrophes sont  Auriébat, Lafitole, Maubourguet, Monfaucon et Saint-Justin.

### Paysages et relief

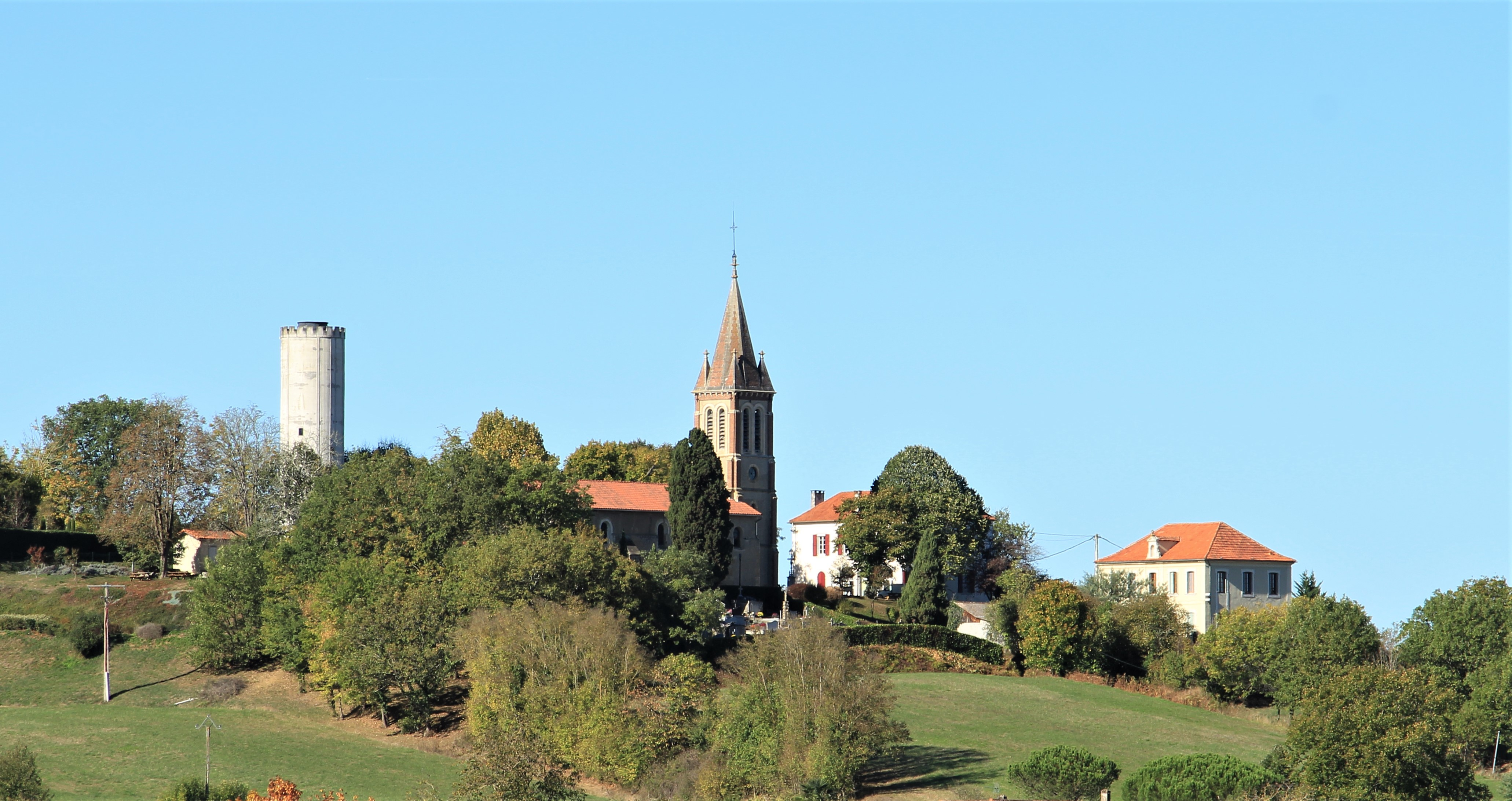
Vue du village.

### Géologie
La superficie de la commune est de 1 038 hectares ; son altitude varie de 151  à   246 mètres.

### Hydrographie

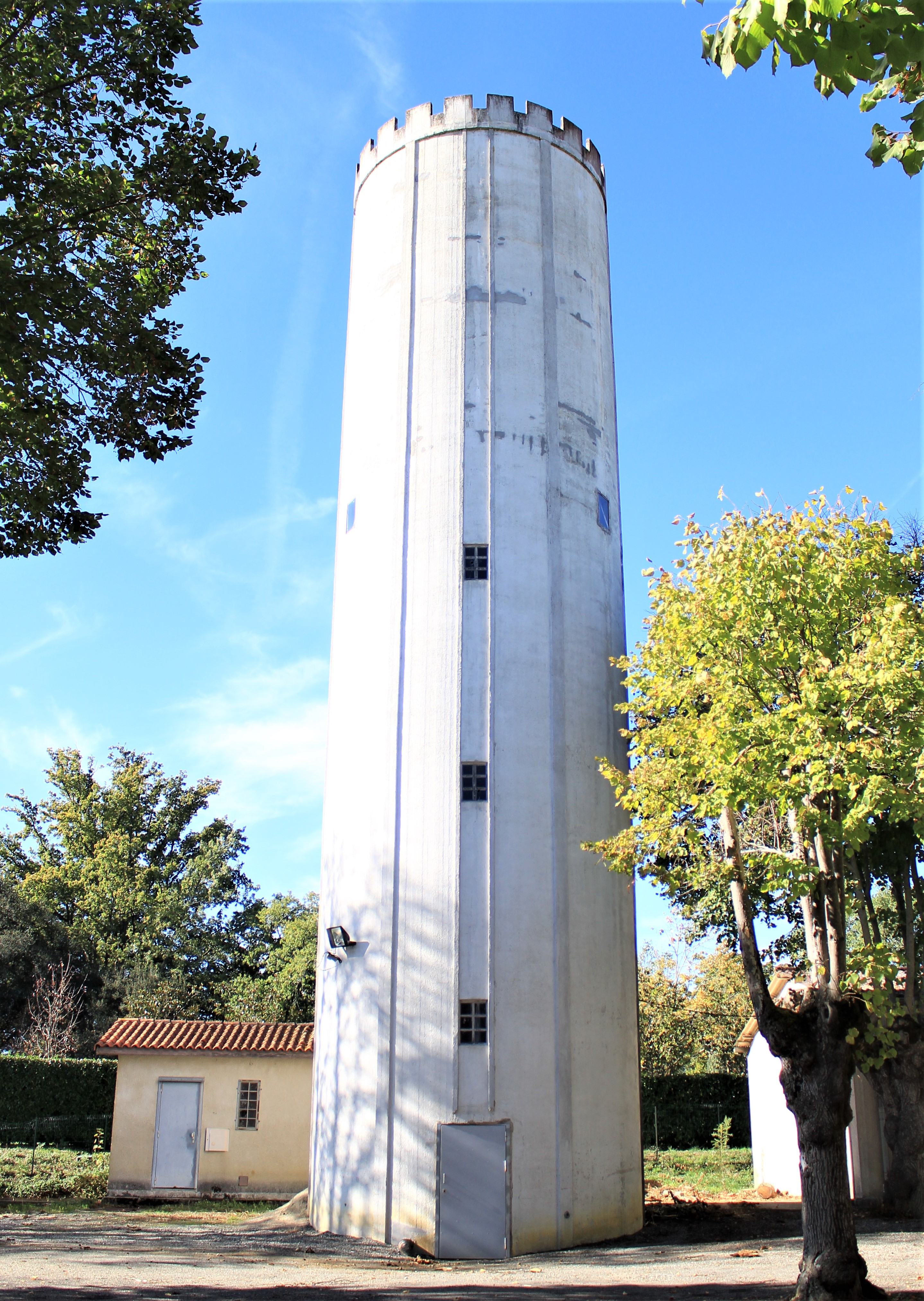
Le château d’eau en 2022.

La commune est dans le bassin de l'Adour, au sein du bassin hydrographique Adour-Garonne. Elle est drainée par le canal d'Alaric, l'Estéous, le Larté et le ruisseau de Lauzue, constituant un réseau hydrographique de 6 km de longueur totale,.
Le canal d'Alaric, d'une longueur totale de 73,7 km, prend sa source dans la commune de Pouzac et s'écoule vers le nord. Il traverse la commune et se jette dans l'Adour à Izotges, après avoir traversé 38 communes.
L'Estéous, d'une longueur totale de 45,3 km, prend sa source dans la commune de Souyeaux et s'écoule vers le nord-est. Il traverse la commune et se jette dans l'Adour à Labatut-Rivière, après avoir traversé 29 communes.
Le Larté, d'une longueur totale de 17 km, prend sa source dans la commune et s'écoule vers le nord-ouest. Il traverse la commune et se jette dans l'Arros à Plaisance, après avoir traversé 9 communes.

### Climat
Le climat est tempéré de type océanique, en raison de l'influence proche de l'océan Atlantique situé à peu près 150 km plus à l'ouest. La proximité des Pyrénées fait que la commune profite d'un effet de foehn, il peut aussi y neiger en hiver, même si cela reste inhabituel.
| Mois                              | jan.  | fév.  | mars  | avril | mai   | juin  | jui.  | août  | sep.  | oct.  | nov.  | déc.  | année   |
| --------------------------------- | ----- | ----- | ----- | ----- | ----- | ----- | ----- | ----- | ----- | ----- | ----- | ----- | ------- |
| Température minimale moyenne (°C) | 0,6   | 1,3   | 2,7   | 5,2   | 8,3   | 11,6  | 14,1  | 13,9  | 11,7  | 8     | 3,6   | 1,3   | 6,9     |
| Température moyenne (°C)          | 5,3   | 6,1   | 7,8   | 10    | 13,3  | 16,7  | 19,3  | 19    | 17,2  | 13,3  | 8,5   | 5,8   | 11,9    |
| Température maximale moyenne (°C) | 9,9   | 11    | 12,9  | 14,8  | 18,3  | 21,7  | 24,5  | 24    | 22,6  | 18,6  | 13,4  | 10,4  | 16,8    |
| Ensoleillement (h)                | 108,8 | 118,8 | 155,6 | 157,2 | 181,3 | 191,5 | 215,5 | 196,4 | 194,5 | 164,4 | 124,4 | 104,4 | 1 912,8 |
| Précipitations (mm)               | 112,8 | 97,5  | 100,2 | 105,7 | 113,6 | 80,7  | 57,3  | 70,3  | 71    | 85,2  | 93    | 112,1 | 1 099,4 |

### Milieux naturels et biodiversité
Aucun espace naturel présentant un intérêt patrimonial n'est recensé sur la commune dans l'inventaire national du patrimoine naturel,,.

## Urbanisme

### Typologie
Au 1er janvier 2024, Sauveterre est catégorisée commune rurale à habitat très dispersé, selon la nouvelle grille communale de densité à sept niveaux définie par l'Insee en 2022.
Elle est située hors unité urbaine. Par ailleurs la commune fait partie de l'aire d'attraction de Tarbes, dont elle est une commune de la couronne,. Cette aire, qui regroupe 153 communes, est catégorisée dans les aires de 50 000 à moins de 200 000 habitants,.

### Occupation des sols
L'occupation des sols de la commune, telle qu'elle ressort de la base de données européenne d’occupation biophysique des sols Corine Land Cover (CLC), est marquée par l'importance des territoires agricoles (88,9 % en 2018), en augmentation par rapport à 1990 (86,2 %). La répartition détaillée en 2018 est la suivante : 
terres arables (63,8 %), zones agricoles hétérogènes (25,1 %), forêts (11,1 %).
L'IGN met par ailleurs à disposition un outil en ligne permettant de comparer l’évolution dans le temps de l’occupation des sols de la commune (ou de territoires à des échelles différentes). Plusieurs époques sont accessibles sous forme de cartes ou photos aériennes : la carte de Cassini (XVIIIe siècle), la carte d'état-major (1820-1866) et la période actuelle (1950 à aujourd'hui).

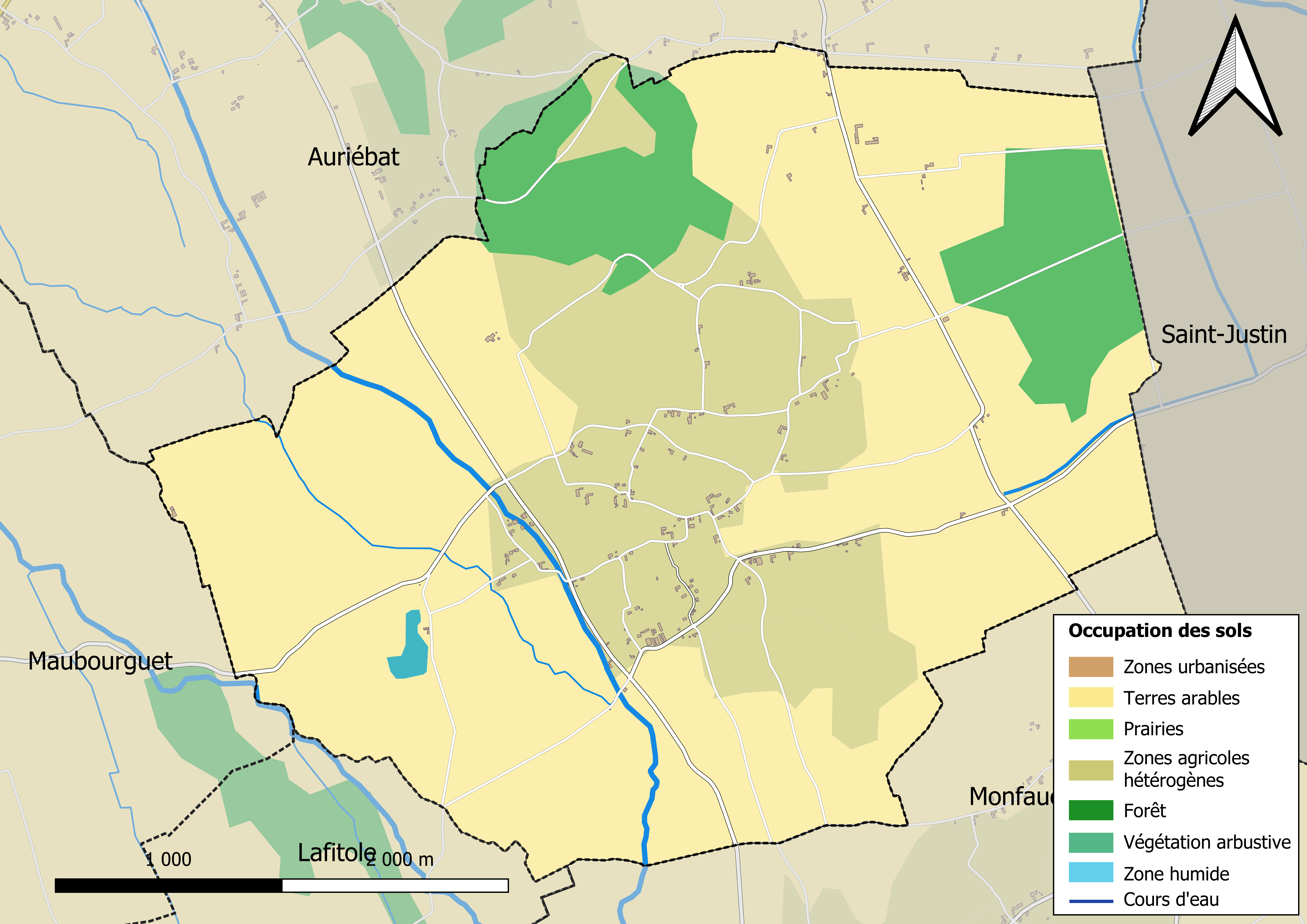
Carte des infrastructures et de l'occupation des sols en 2018 (CLC) de la commune.
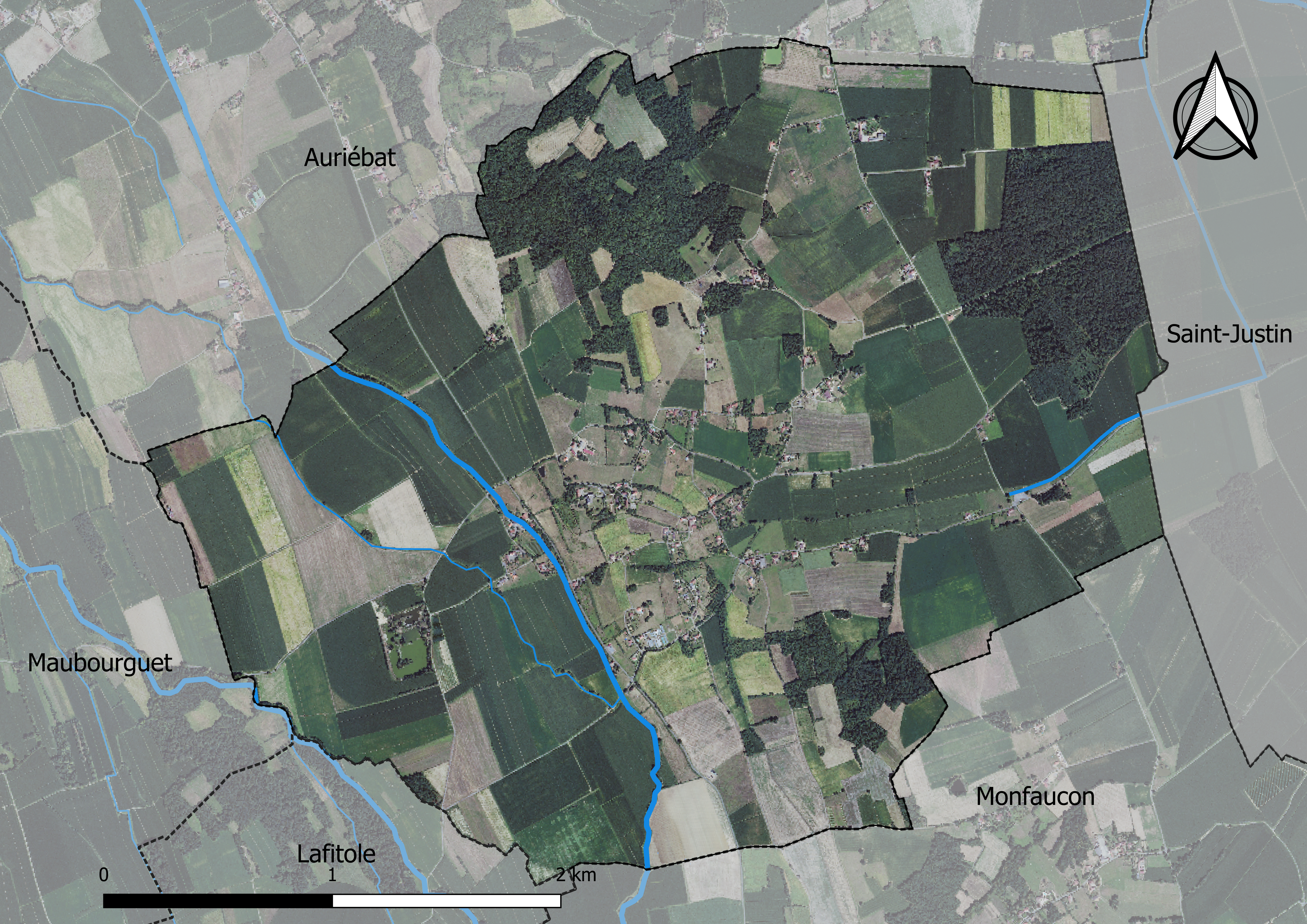
Carte orthophotogrammétrique de la commune.

### Logement
En 2012, le nombre total de logements dans la commune est de 86.

Parmi ces logements, 83,6 % sont des résidences principales, 11,7 % des résidences secondaires et 4,7 % des logements vacants.

### Voies de communication et transports
Cette commune est desservie par les routes départementales D 5, D 50 et D 31.

### Risques majeurs

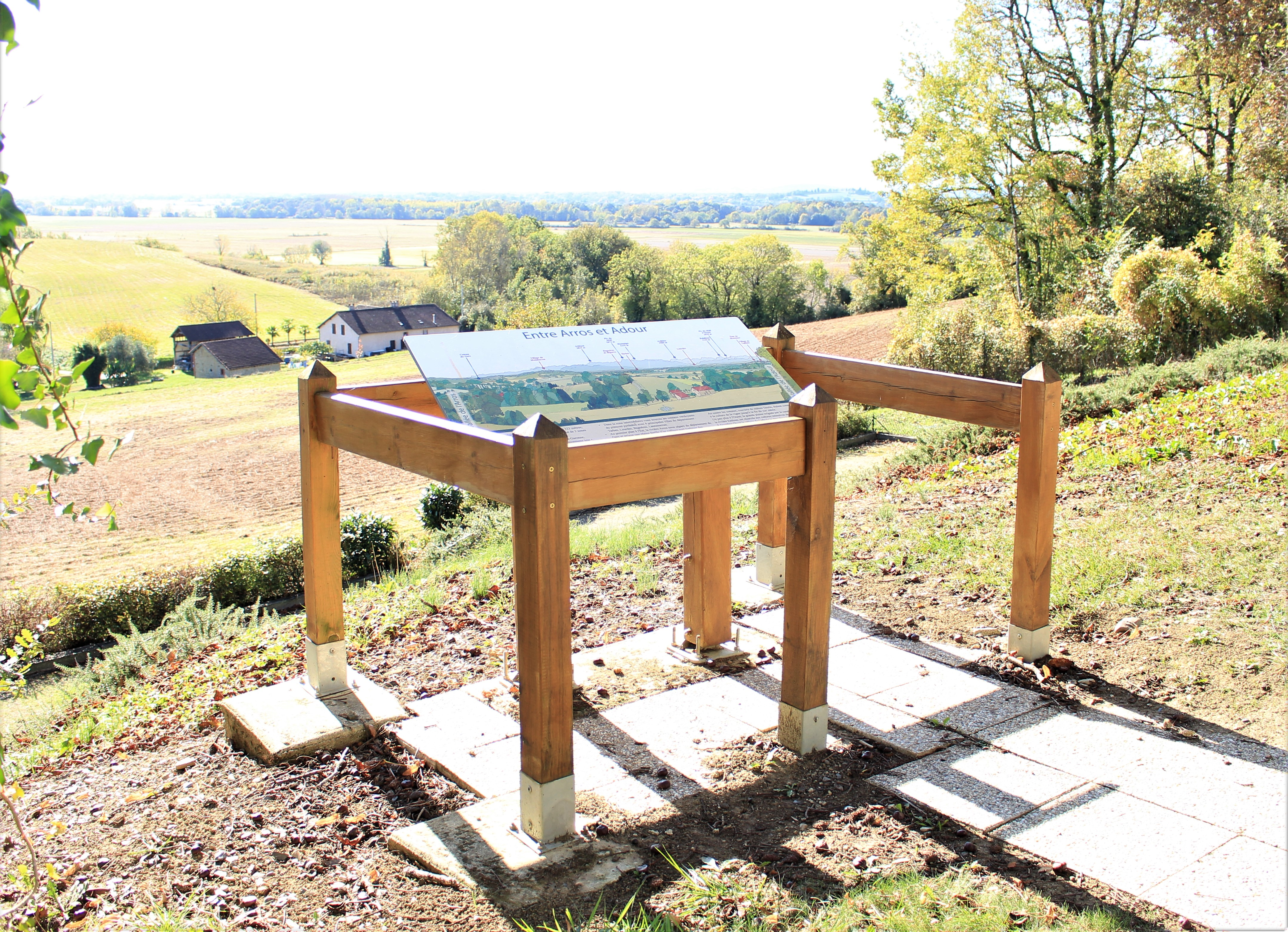
La table d'orientation en 2022.

Le territoire de la commune de Sauveterre est vulnérable à différents aléas naturels : météorologiques (tempête, orage, neige, grand froid, canicule ou sécheresse), inondations, mouvements de terrains et séisme (sismicité modérée). Un site publié par le BRGM permet d'évaluer simplement et rapidement les risques d'un bien localisé soit par son adresse soit par le numéro de sa parcelle.
Certaines parties du territoire communal sont susceptibles d’être affectées par le risque d’inondation par débordement de cours d'eau, notamment le canal d'Alaric, l'Estéous et le Larté. La cartographie des zones inondables en ex-Midi-Pyrénées réalisée dans le cadre du XIe Contrat de plan État-région, visant à informer les citoyens et les décideurs sur le risque d’inondation, est accessible sur le site de la DREAL Occitanie. La commune a été reconnue en état de catastrophe naturelle au titre des dommages causés par les inondations et coulées de boue survenues en 1982, 1990, 1999 et 2009,.
Sauveterre est exposée au risque de feu de forêt. Un plan départemental de protection des forêts contre les incendies a été approuvé par arrêté préfectoral le 21 avril 2020 pour la période 2020-2029. Le précédent couvrait la période 2007-2017. L’emploi du feu est régi par deux types de réglementations. D’abord le code forestier et l’arrêté préfectoral du 27 octobre 2014, qui réglementent l’emploi du feu à moins de 200 m des espaces naturels combustibles sur l’ensemble du département. Ensuite celle établie dans le cadre de la lutte contre la pollution de l’air, qui interdit le brûlage des déchets verts des particuliers. L’écobuage est quant à lui réglementé dans le cadre de commissions locales d’écobuage (CLE).

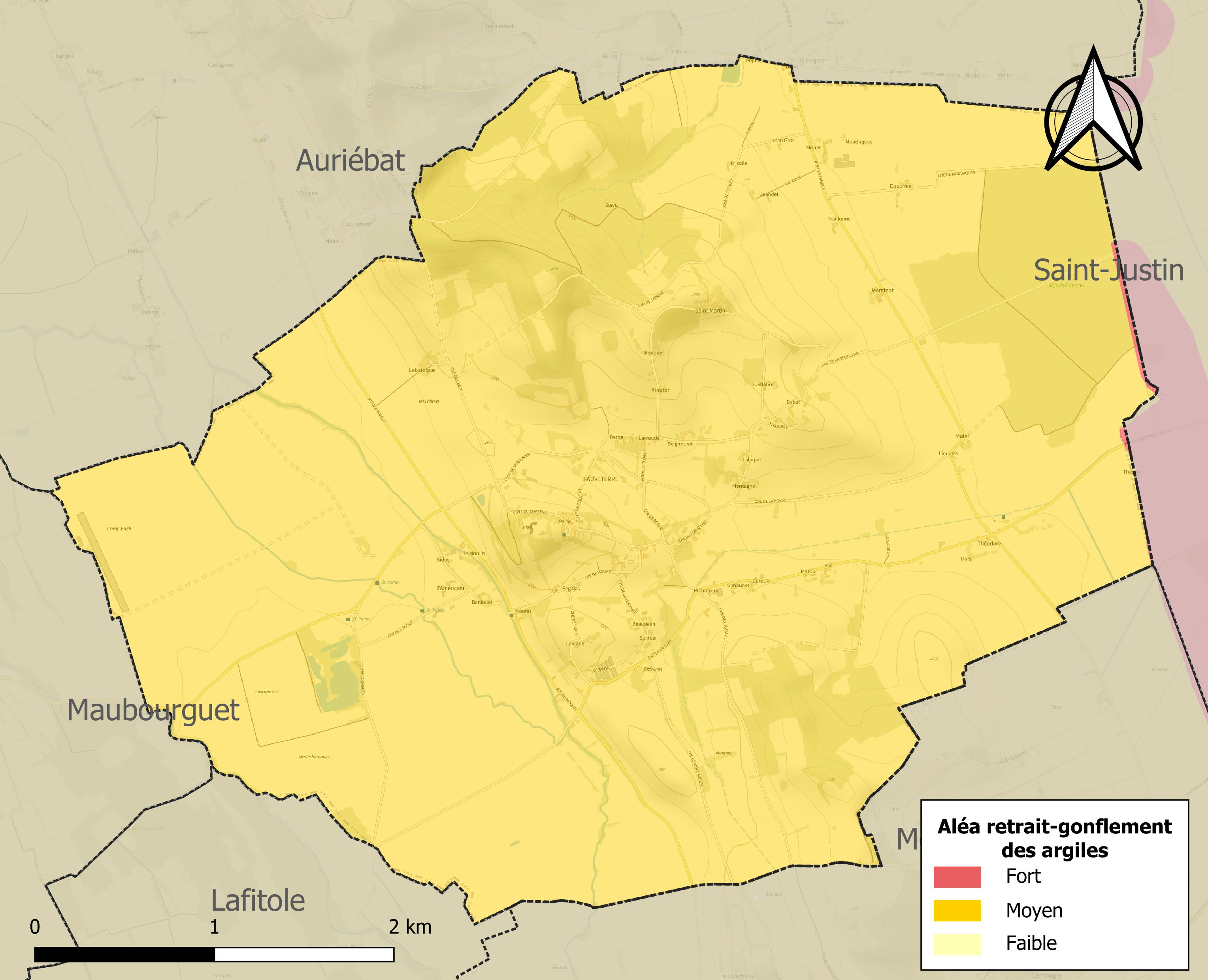
Carte des zones d'aléa retrait-gonflement des sols argileux de Sauveterre.

Les mouvements de terrains susceptibles de se produire sur la commune sont des tassements différentiels.
Le retrait-gonflement des sols argileux est susceptible d'engendrer des dommages importants aux bâtiments en cas d’alternance de périodes de sécheresse et de pluie. La totalité de la commune est en aléa moyen ou fort (44,5 % au niveau départemental et 48,5 % au niveau national). Sur les 88 bâtiments dénombrés sur la commune en 2019, 88 sont en aléa moyen ou fort, soit 100 %, à comparer aux 75 % au niveau départemental et 54 % au niveau national. Une cartographie de l'exposition du territoire national au retrait gonflement des sols argileux est disponible sur le site du BRGM,.
Par ailleurs, afin de mieux appréhender le risque d’affaissement de terrain, l'inventaire national des cavités souterraines permet de localiser celles situées sur la commune.
Concernant les mouvements de terrains, la commune a été reconnue en état de catastrophe naturelle au titre des dommages causés par des mouvements de terrain en 1999.

## Toponymie

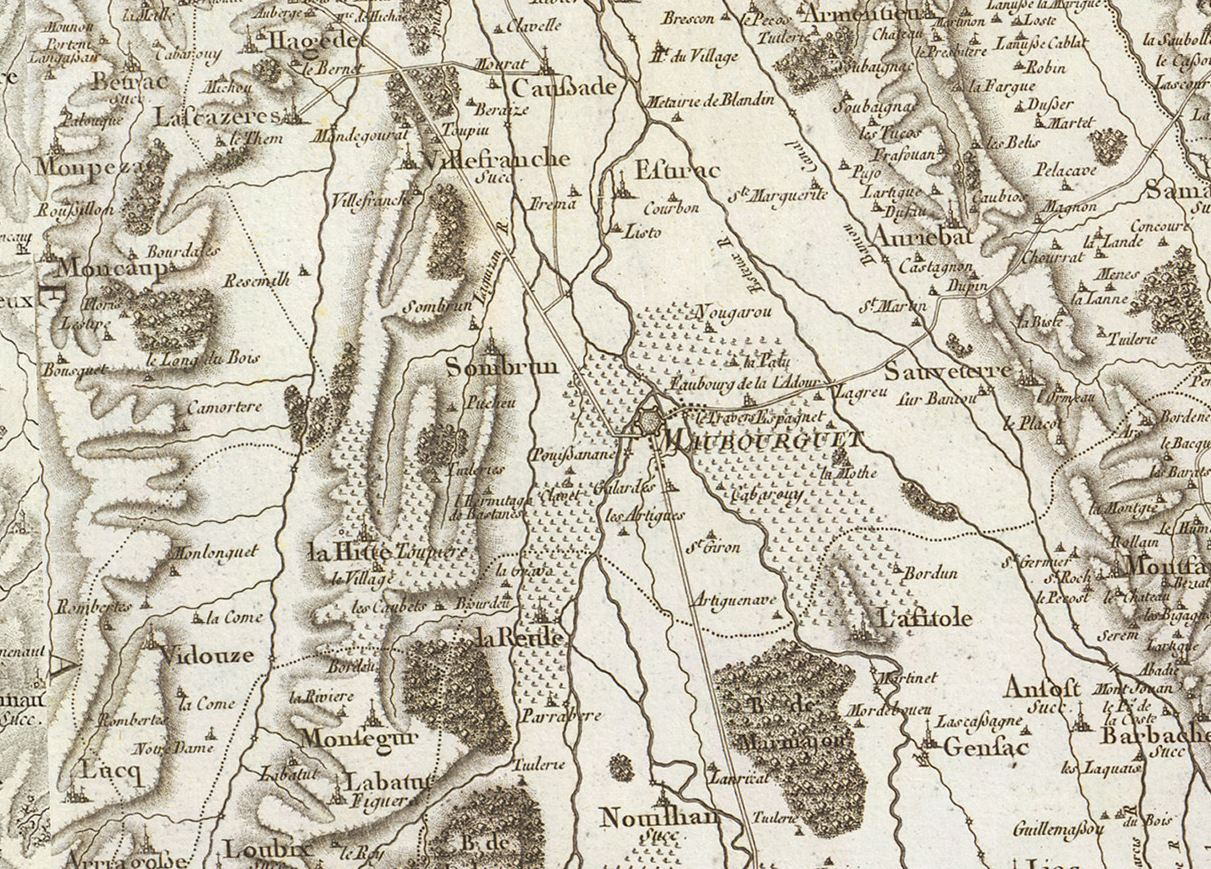
Extrait de la carte de Cassini (entre 1756 et 1789) situant Sauveterre à l'est de Maubourguet.

On trouvera les principales informations dans le Dictionnaire toponymique des communes des Hautes-Pyrénées de Michel Grosclaude et Jean-François Le Nail qui rapporte les dénominations historiques du village :
Dénominations historiques :
- de Salva Terra, latin (1256, Trésor des Chartes) ;
- Salvam Terram, latin (1265, procès Bigorre ; 1300, enquête Bigorre) ;
- Saube Terre (ibid.) ;
- De Salvaterra, latin (1342, pouillé de Tarbes ; 1379, procuration Tarbes) ;
- Sauba Terre en Ribera (1429, censier Bigorre) ;
- Sauveterre (fin XVIIIe siècle, carte de Cassini).

Étymologie : du gascon sauva tèrra (= terre sauve).
Nom occitan : Sauvatèrra.

## Histoire
Comme l'indique son nom, Sauveterre est une « sauveté », c'est-à-dire un village fondé par le pouvoir religieux de l'Église au milieu du XIe siècle. Celui qui vient s'y fixer, est « sauvé », ou définitivement protégé. L'initiative de cette création est due à la puissance de la très proche abbaye de la Casedieu, près de Marciac, qui contrôlait déjà, au XIe siècle, la route d'Arles du pèlerinage de Saint-Jacques-de-Compostelle, qui traverse toujours Sauveterre.
Si l'église a pesé lourd dans l'histoire du village, le problème de sa défense stratégique a compté bien longtemps avant. À l'emplacement du château actuel, a très certainement fonctionné, déjà dès le Ve siècle av. J.-C., une forteresse en terre et en bois, que l'armée conquérante de Jules César baptise « oppidum », et la fortifie elle-même, au Ier siècle de notre ère.
Mille ans après, vers 1050-1100, le premier château médiéval en bois est bâti par un petit seigneur féodal du pays. Sur ce lointain passé, les travaux d'aménagements plus récents seront d'abord une puissante forteresse maçonnée du XIVe siècle, en galets et en pierre dorée du pays. Il en subsiste les deux belles tours rondes d'angle, et les bases de l'actuelle construction.
Tout le site sera enfin aménagé au XVIIIe siècle en manoir résidentiel de qualité, par la puissante famille des Ducs d'Antin, avec la grande façade est, mais aussi de l'élevage de chevaux de selle, de la vigne, un jardin à l'anglaise, etc.
La guerre passe par le château à la fin du mois de mars 1814. L'armée d'Espagne de Napoléon Ier, et du maréchal Soult fait retraite vers Toulouse, bousculée par le duc de Wellington. S'il n'est pas passé lui-même au château, mais à cinq kilomètres, l'état major de sa cavalerie y a conduit une action décisive avec ses meilleurs officiers, dont plusieurs seront à Waterloo un an après.
Propos de Guy Cassagnet, historien

### Cadastre napoléonien de Sauveterre
Le plan cadastral napoléonien de Sauveterre est consultable sur le site des archives départementales des Hautes-Pyrénées.

## Politique et administration

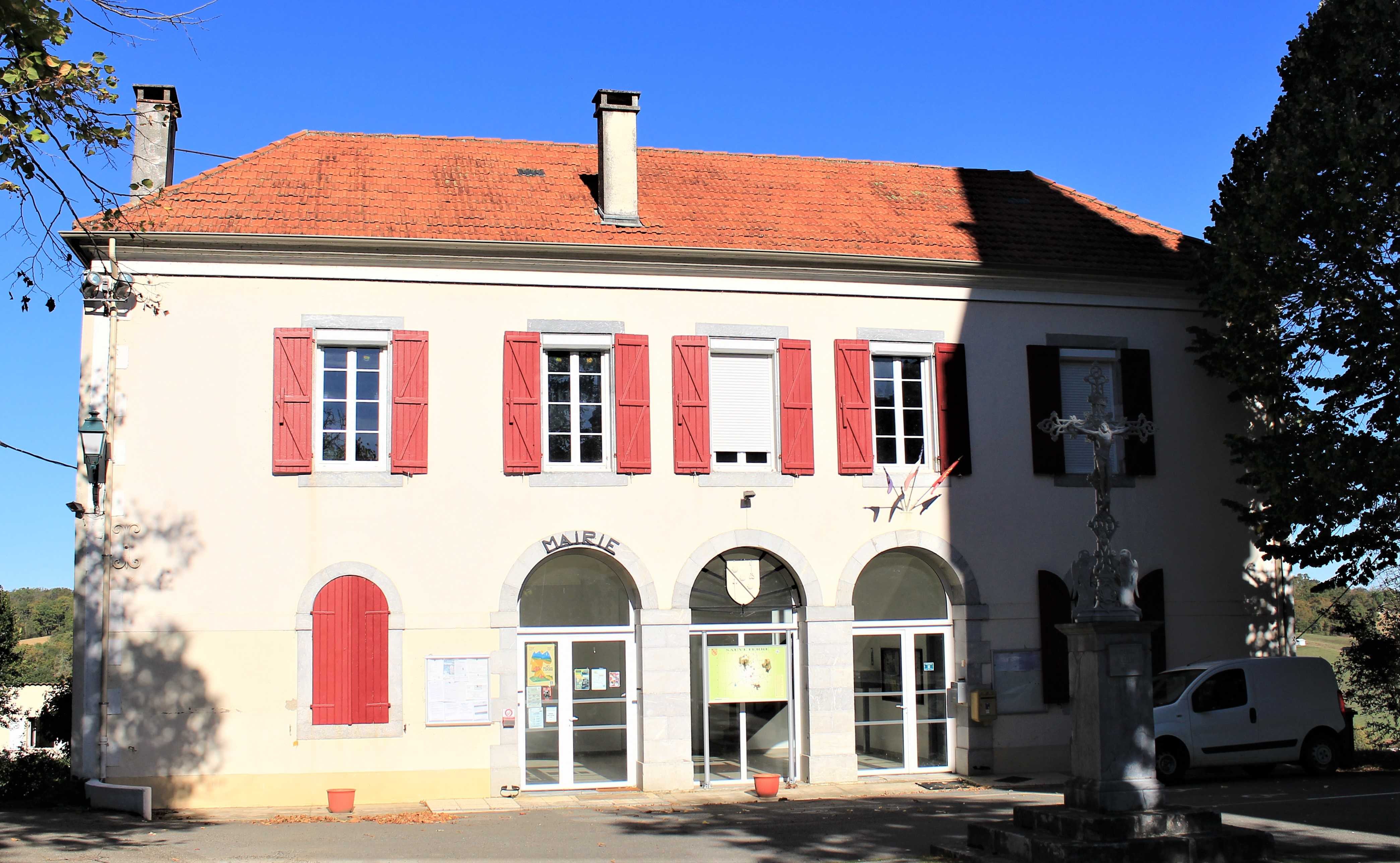
La mairie en 2022.

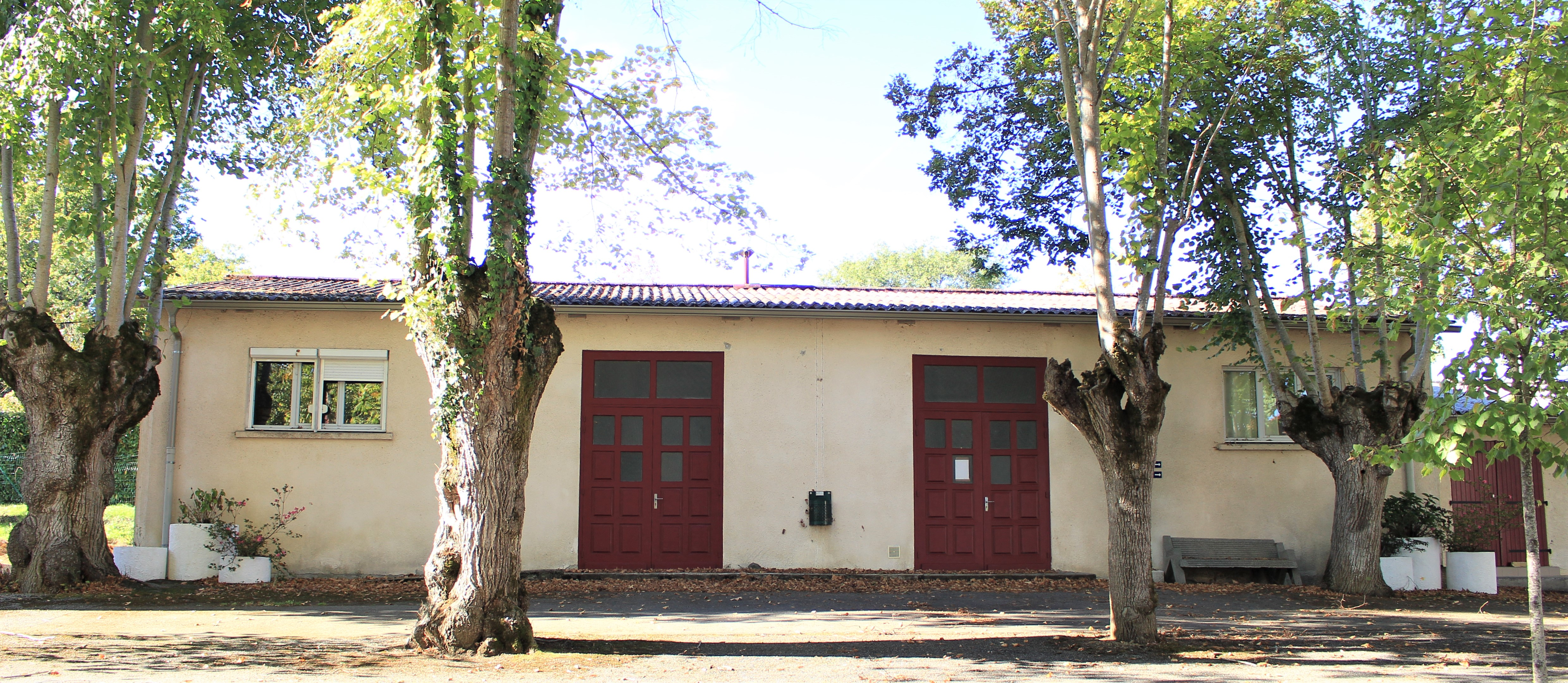
Le foyer rural en 2022.

### Administration municipale
Le nombre d'habitants au recensement de 2011 étant compris entre 100 et 499, le nombre de membres du conseil municipal pour l'élection de 2014 est de onze,.

### Liste des maires
| Période                                  | Période  | Identité         | Étiquette | Qualité |
| ---------------------------------------- | -------- | ---------------- | --------- | ------- |
| Les données manquantes sont à compléter. |          |                  |           |         |
|                                          |          |                  |           |         |
| 1900                                     | 1901     | J. Laclaverie    |           |         |
| 1901                                     | 1923     | V. Lassabe       |           |         |
| 1923                                     | 1929     | J. Blousson      |           |         |
| 1929                                     | 1944     | I. Dubertrand    |           |         |
| 1944                                     | 1945     | H. Lussan        |           |         |
| 1945                                     | 1953     | E. Beaudean      |           |         |
| 1953                                     | 1971     | A. Doubrere      |           |         |
| 1971                                     | mai 2000 | Jean Doubrere    |           |         |
| juillet 2000                             | mai 2020 | Christian Berdy  |           |         |
| mai 2020                                 | En cours | Philippe Pirotte |           |         |

### Rattachements administratifs et électoraux

#### Historique administratif
Sénéchaussée de Lectoure, élection d'Armagnac, pays de Rivière-Basse, canton de Maubourguet (depuis 1790).

#### Intercommunalité
Sauveterre appartient à la communauté de communes Adour Madiran créée en janvier 2017 qui a la particularité de réunir 72 communes de Bigorre et Béarn.

## Population et société

### Démographie

#### Évolution démographique
| 1793 | 1800 | 1806 | 1821 | 1831 | 1836 | 1841 | 1846 | 1851 |
| ---- | ---- | ---- | ---- | ---- | ---- | ---- | ---- | ---- |
| 402  | 437  | 464  | 494  | 487  | 469  | 504  | 452  | 470  |

| 1856 | 1861 | 1866 | 1876 | 1881 | 1886 | 1891 | 1896 | 1901 |
| ---- | ---- | ---- | ---- | ---- | ---- | ---- | ---- | ---- |
| 465  | 430  | 438  | 433  | 433  | 377  | 366  | 358  | 345  |

| 1906 | 1911 | 1921 | 1926 | 1931 | 1936 | 1946 | 1954 | 1962 |
| ---- | ---- | ---- | ---- | ---- | ---- | ---- | ---- | ---- |
| 353  | 294  | 298  | 246  | 233  | 222  | 196  | 209  | 223  |

| 1968 | 1975 | 1982 | 1990 | 1999 | 2006 | 2011 | 2016 | 2021 |
| ---- | ---- | ---- | ---- | ---- | ---- | ---- | ---- | ---- |
| 208  | 185  | 187  | 161  | 151  | 165  | 168  | 171  | 162  |

| 2022 | - | - | - | - | - | - | - | - |
| ---- | - | - | - | - | - | - | - | - |
| 159  | - | - | - | - | - | - | - | - |

### Enseignement

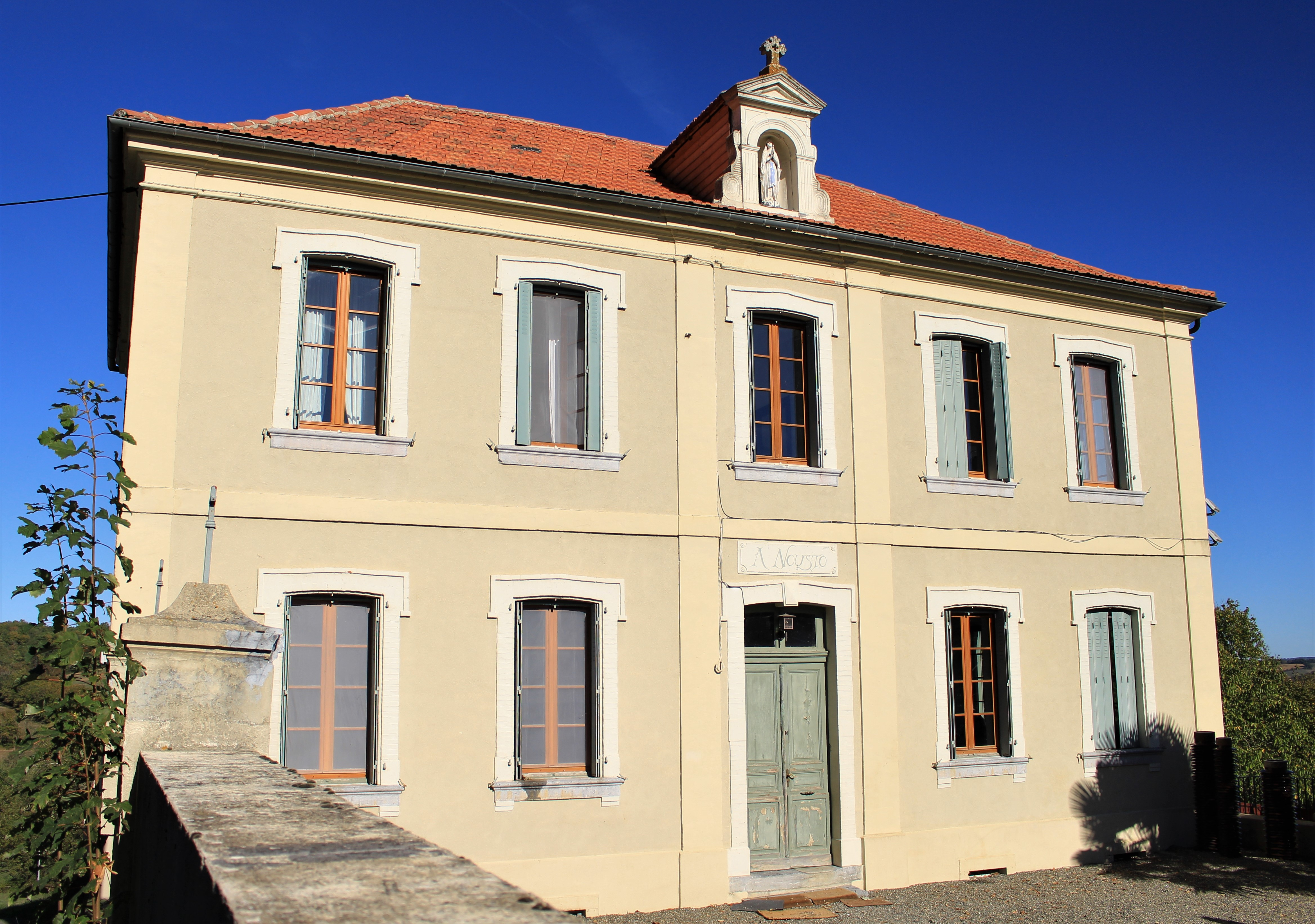
L'ancienne école.

La commune dépend de l'académie de Toulouse. Elle ne dispose plus d'école en 2016.

### Culture et festivités

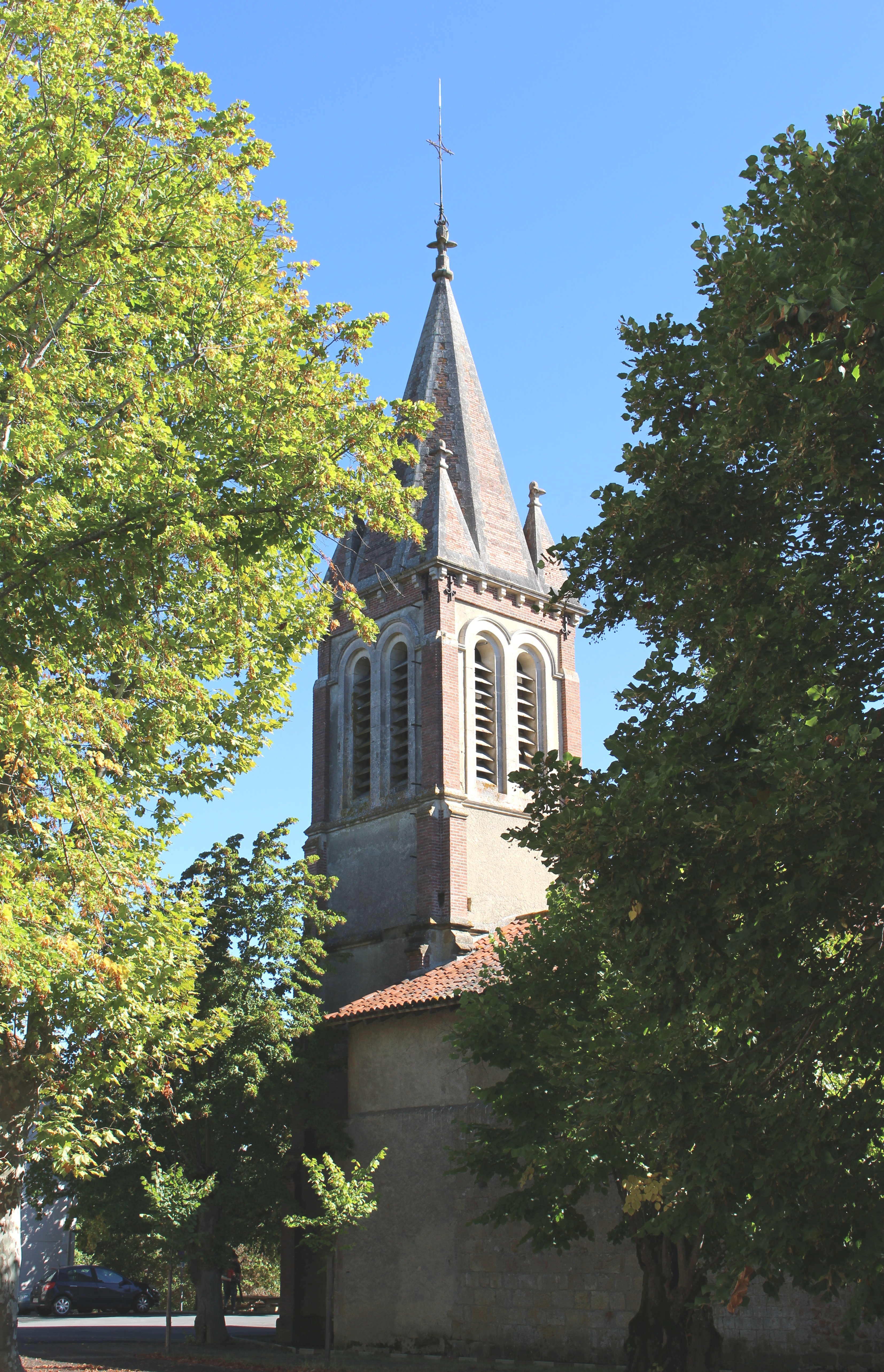
L'église Saint-Jacques en 2016.

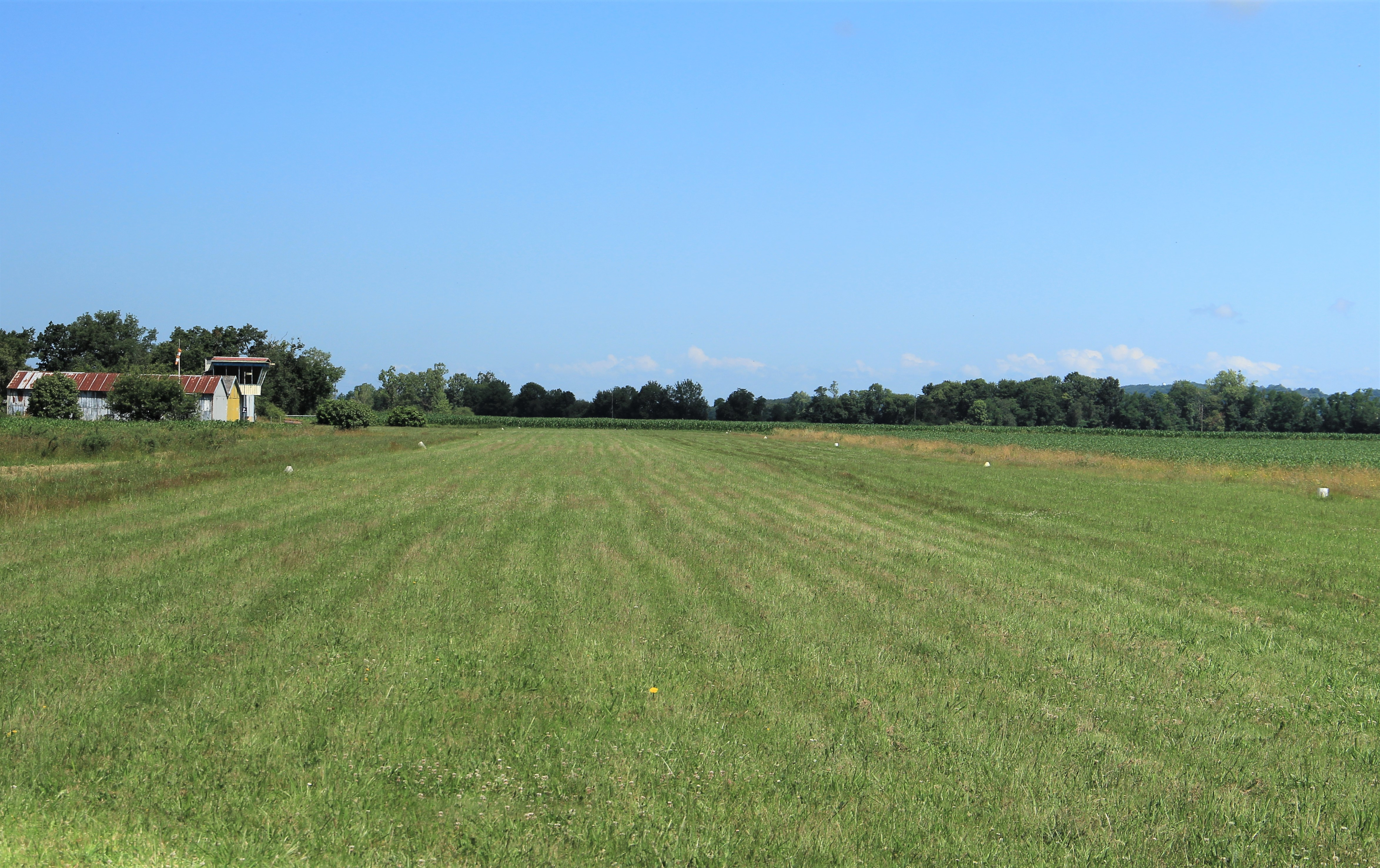
L'aérodrome.

### Activités sportives
Chasse, pétanque.

## Économie

### Revenus
En 2018, la commune compte 68 ménages fiscaux, regroupant 146 personnes. La médiane du revenu disponible par unité de consommation est de 19 870 € (20 420 € dans le département).

### Emploi
|                | 2008  | 2013  | 2018  |
| -------------- | ----- | ----- | ----- |
| Commune        | 5,1 % | 2,8 % | 4,8 % |
| Département    | 7,7 % | 9,4 % | 9,8 % |
| France entière | 8,3 % | 10 %  | 10 %  |

En 2018, la population âgée de 15 à 64 ans s'élève à 104 personnes, parmi lesquelles on compte 69,5 % d'actifs (64,8 % ayant un emploi et 4,8 % de chômeurs) et 30,5 % d'inactifs,. Depuis 2008, le taux de chômage communal (au sens du recensement) des 15-64 ans est inférieur à celui de la France et du département.
La commune fait partie de la couronne de l'aire d'attraction de Tarbes, du fait qu'au moins 15 % des actifs travaillent dans le pôle,. Elle compte 20 emplois en 2018, contre 30 en 2013 et 24 en 2008. Le nombre d'actifs ayant un emploi résidant dans la commune est de 67, soit un indicateur de concentration d'emploi de 29,6 % et un taux d'activité parmi les 15 ans ou plus de 50,3 %.
Sur ces 67 actifs de 15 ans ou plus ayant un emploi, 15 travaillent dans la commune, soit 22 % des habitants. Pour se rendre au travail, 88,2 % des habitants utilisent un véhicule personnel ou de fonction à quatre roues, 1,5 % les transports en commun, 1,5 % s'y rendent en deux-roues, à vélo ou à pied et 8,8 % n'ont pas besoin de transport (travail au domicile).

## Culture locale et patrimoine

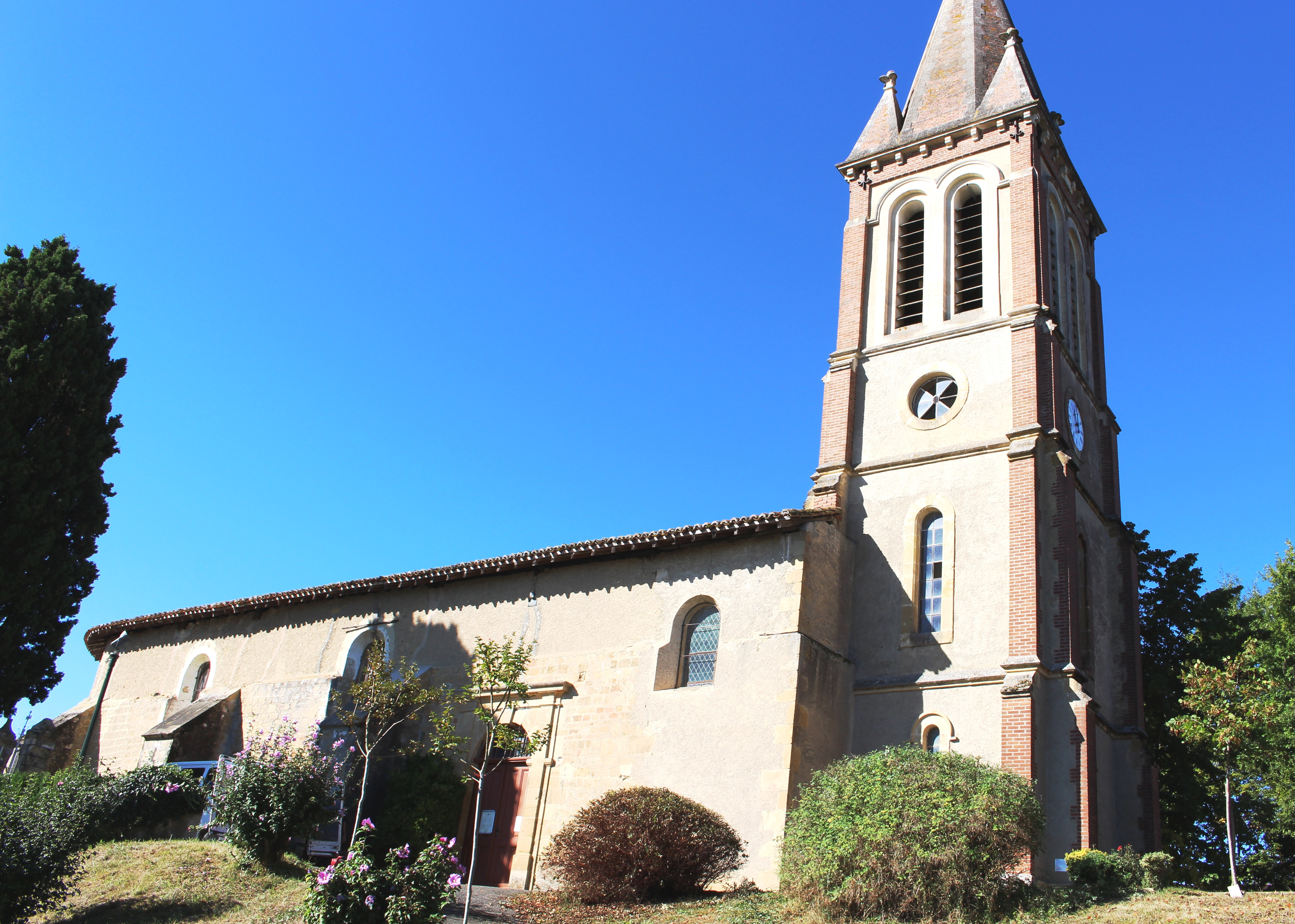
L'église Saint-Jacques.

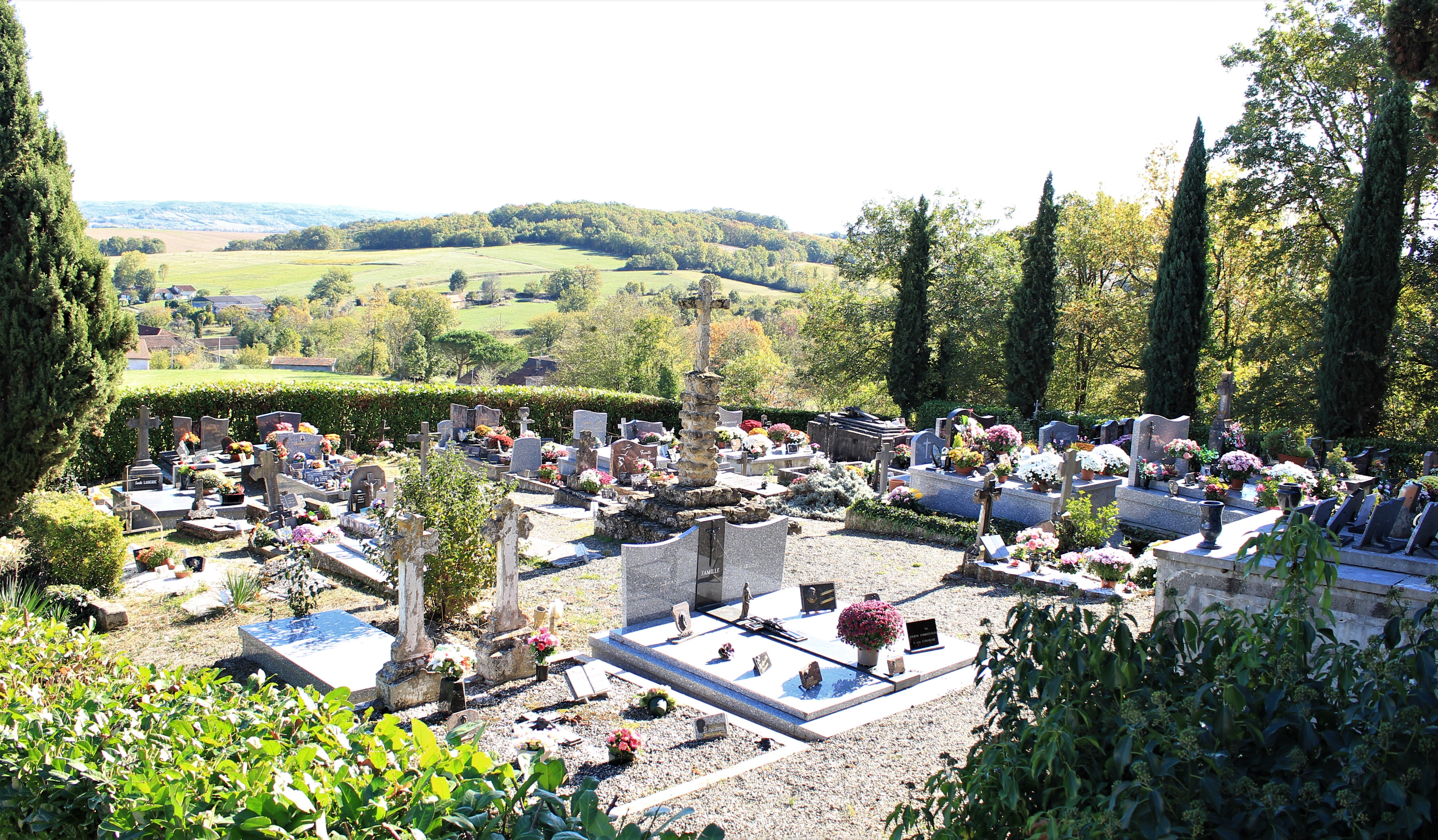
Le cimetière.

Sélection de vues diverses
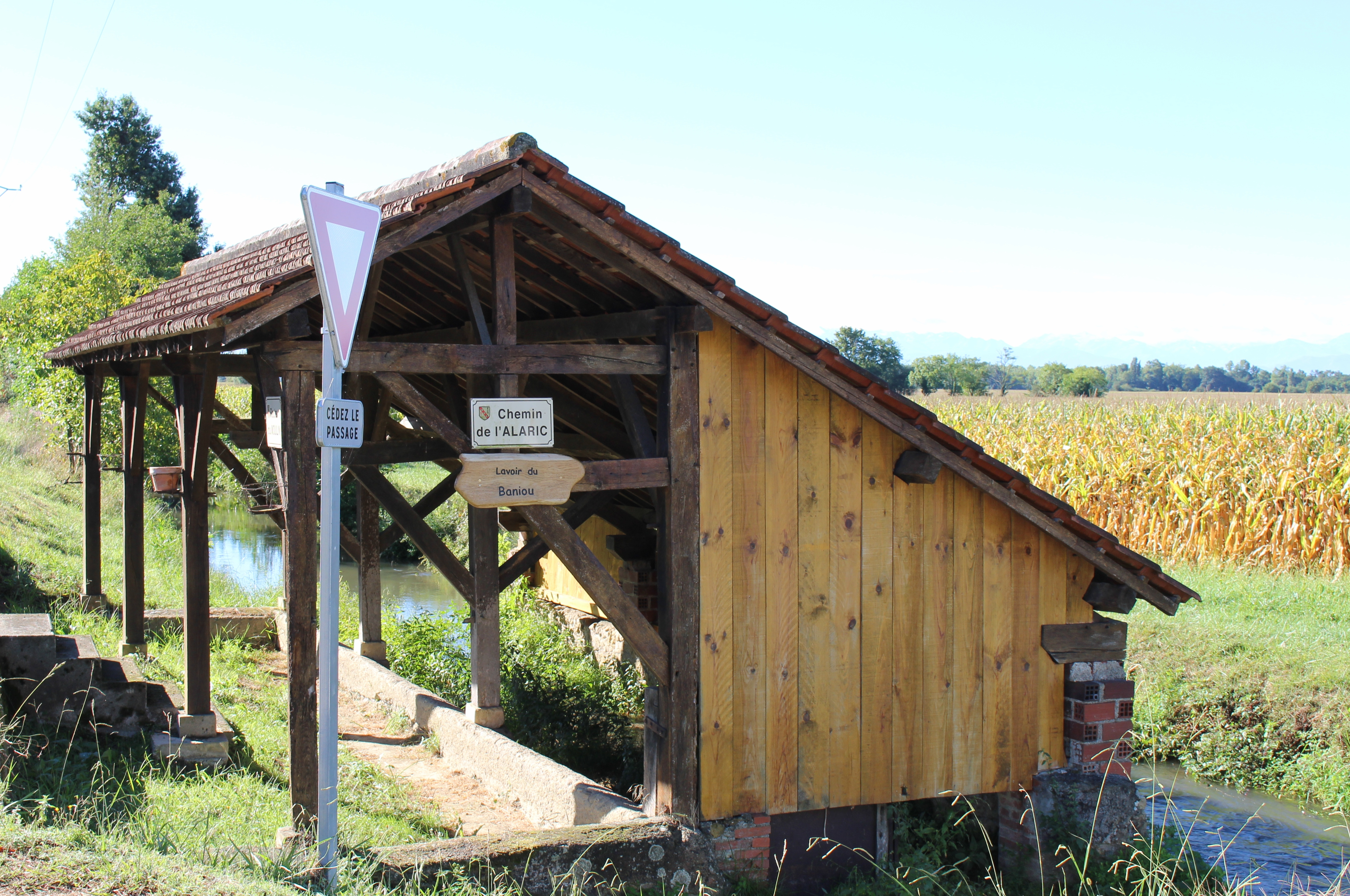
Le lavoir du Baniou.
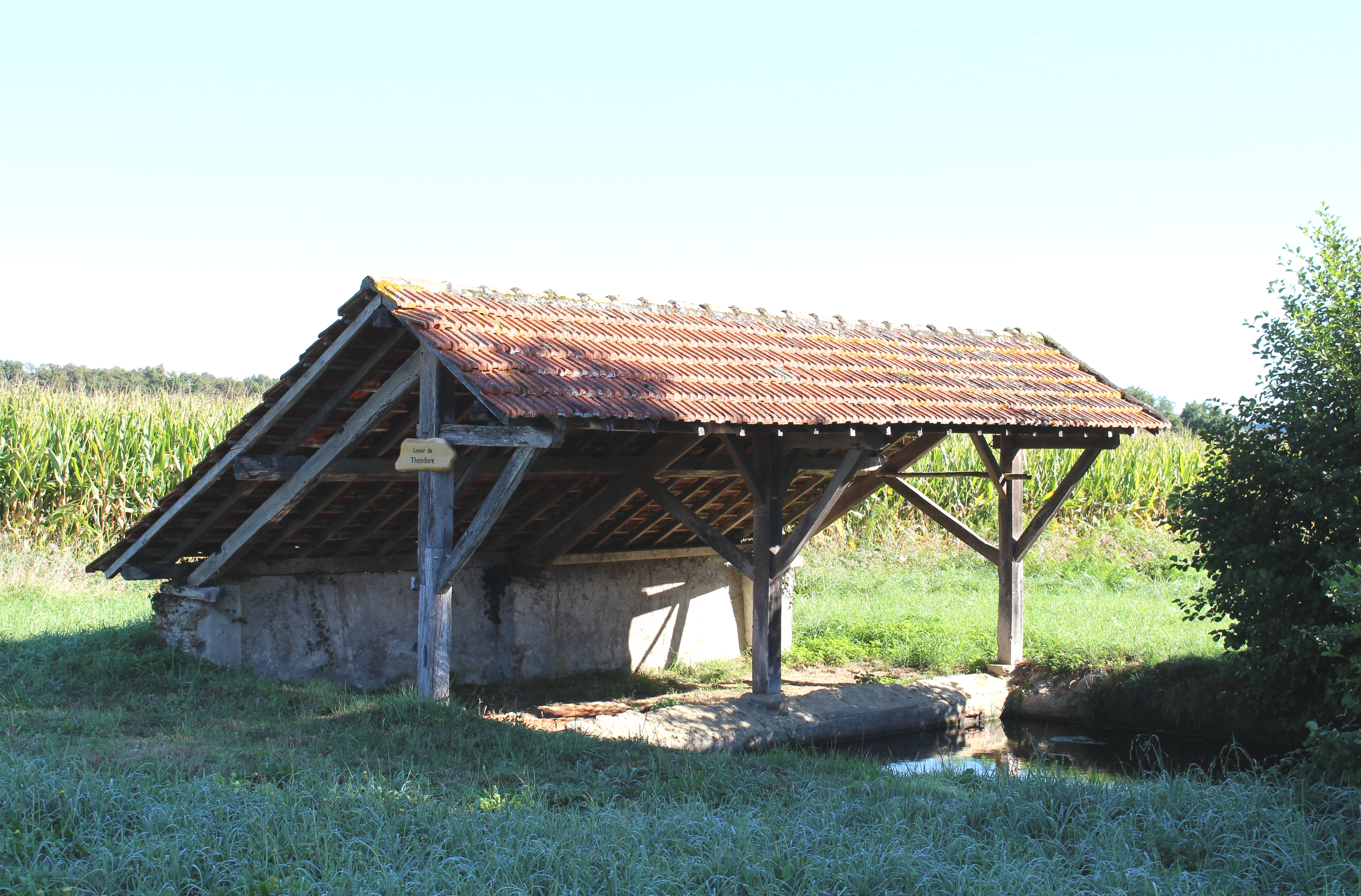
Le lavoir de Théodore.
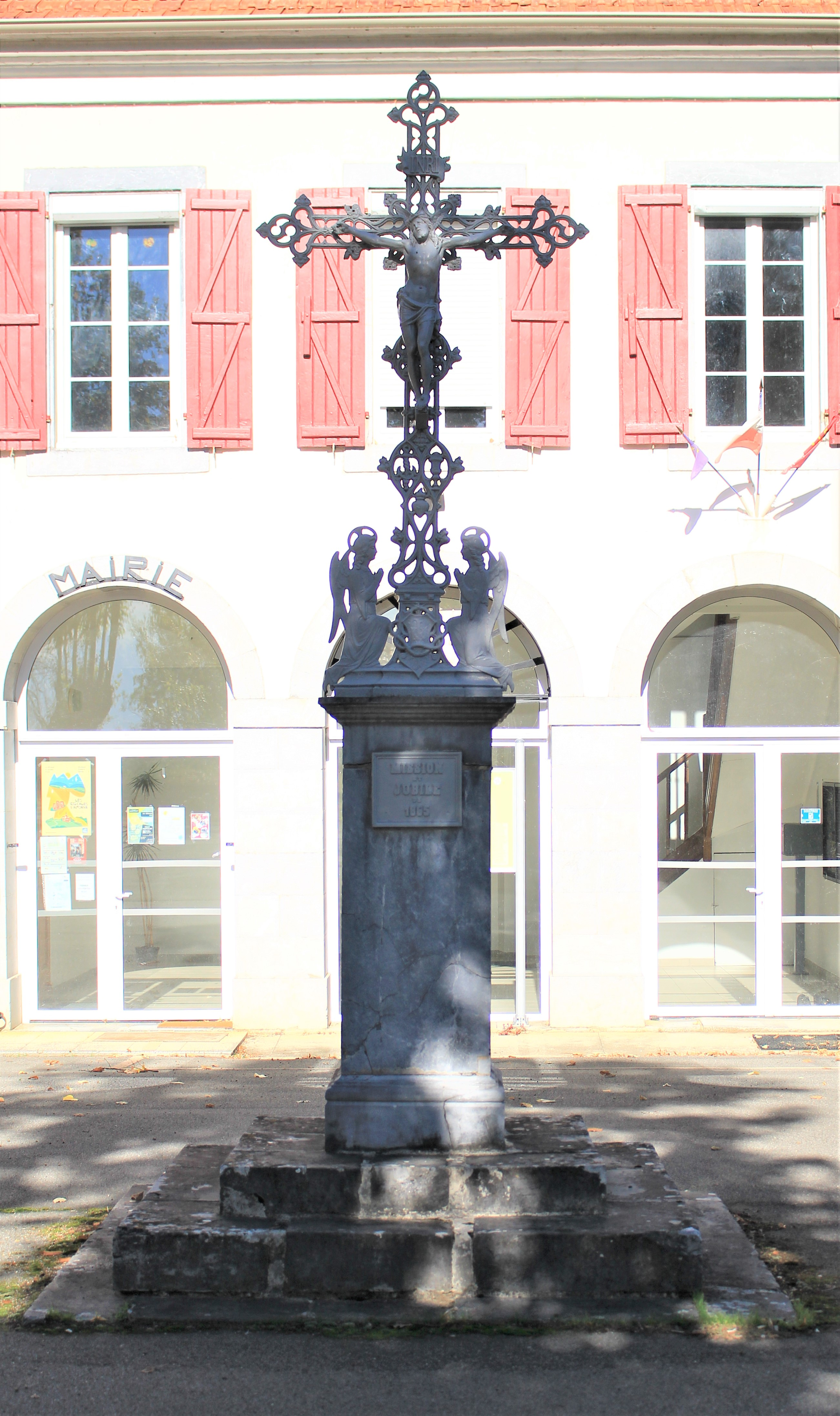
Une croix.
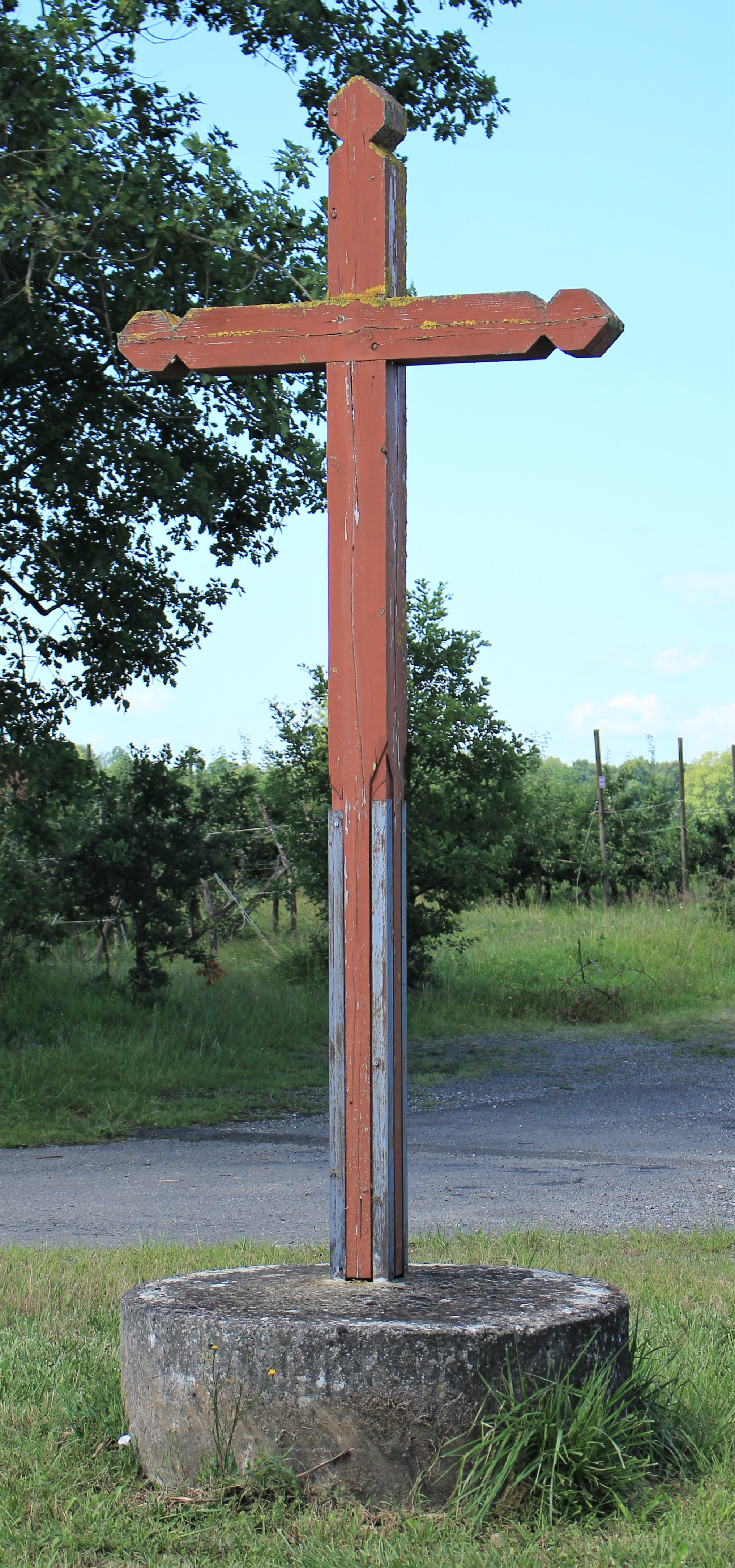
Une croix.

### Lieux et monuments
- Église Saint-Jacques de Sauveterre.
- Lavoir.
- Le château de Sauveterre du XVIe siècle.

### Personnalités liées à la commune
- Joseph Dulac (1827-1897), botaniste, auteur d'une « Flore du département des Hautes-Pyrénées », fut curé à Sauveterre.

### Héraldique
| Blason | Blasonnement : D'or à la bande de gueules chargée de trois coquilles du champ et accompagnée d'une clef de sable et en pointe d'une épée abaissée de même. Commentaires : ce blason est officiel (vérifié auprès de la mairie). |

Signification des symboles :
- les 3 coquilles saint Jacques symbolisent le Pèlerinage de Saint-Jacques-de-Compostelle ;
- la clef représente saint Pierre ;
- l'épée représente saint Paul.